# Загалье (Гомельская область)
Загалье (бел. Загалле) – деревня в Судковском сельсовете Хойникского района Гомельской области Республики Беларусь.
Поблизости в начале 1930-х годов обнаружено месторождение железных руд. Есть торфяные месторождения.

## География

### Расположение
В 10 км на запад от районного центра и железнодорожной станции Хойники (на ветке Василевичи – Хойники от линии Гомель – Калинковичи), в 113 км от Гомеля.

### Гидрография
На севере и юге мелиоративные каналы, на западной окраине соединённые с рекой Вить (приток реки Припять).

## Транспортная сеть
Транспортные связи по автодороге Хойники – Мозырь. Планировка состоит из короткой улицы (по обе стороны автодороги), к которой с юга присоединяется вторая короткая улица. Жилые дома деревянные, усадебного типа.

## История
В описании Мозырского замка 1552 года упомянуты «неделя Загалиская», «село Загалье». В середине 1560-х годов Загалье принадлежало к Мозырскому повету Киевского воеводства Великого княжества Литовского. В реестре раздачи королём Жигимонтом Августом имений шляхте, которая лишилась своих владений в Полоцком воеводстве, оккупированном войсками русского царя Ивана Грозного, говорится: «Павлу а Давыду Есманомъ у волости Мозырскои – село Загале, Клевцы». Этот документ датирован августом 1563 года. С середины 1569 года Загалье – в составе Минского воеводства ВКЛ. В XVII – XVIII веках Загалье – центр одноимённого староства в Мозырском повете. В 1649 году для противодействия набегам казаков около местечка некоторое время размещался полк Владислава Воловича, который входил в состав армии Януша Радзивилла. Казаки полковника Ильи Голоты, а также украинские и белорусские крестьяне (более 3 тыс. чел.), в ночь на 17 июня 1649 года попытались уничтожить загальский лагерь, но потерпели поражение. В ходе боя повстанцы вынуждены были отступить в болота, где их преследовали победители. Сам тяжело раненый Илья Голота уйти не смог и был убит.
В ревизии Загальского староства 1716 года названы местечко Загалье, деревни Старое Загалье, Кливы, Гноев, Козелужье, Небытов.
После 2-го раздела Речи Посполитой (1793 год) Загалье – в составе Российской империи. В конце XVIII века начал действовать рудник по выплавке железа для местных нужд. На 1796 год в составе бывшего староства, а к тому времени одноимённого казённого имени – деревни Княжица, Хвойное, Куровое, Небытов, Козелужье, фольварки Судков, Шацков, Запоташна, местечко и двор Загалье, деревни Гноев, Кливы. В ревизии 1811 г. упомянута Вознесенская церковь, бывшая до 1795 г. униатской; священник Лука Иванов Тронцевич. В 1824 году на месте сгоревшей в 1800 г. церкви возведено новое деревянное здание. В справочнике 1864 года сказано, что к Свято-Троицкой приходской церкви в Загалье были приписаны Храпковская Николаевская и Борисовщанская Вознесенская церкви (очевидно, эта церковь в 1811 г. временно выполняла функции приходской). В справочнике 1879 года засвидетельствовано то, что приходская Свято-Троицкая церковь очень ветха и приписана к ней уже только одна Борисовщанская церковь. Согласно переписи 1897 года Загалье – в Хойникской волости Речицкого уезда Минской губернии, действовали хлебозапасный магазин, народное училище. В 1898 году построено новое здание церкви.
В 1930 году организован колхоз. С 23 августа 1927 года до 6 июля 1954 года центр Загальского сельсовета Хойникского района, с 20 февраля 1938 года Полесской, с 8 января 1954 года Гомельской областей. Половину жителей составляли католические семьи. Во время Великой Отечественной войны осенью 1943 года партизаны разгромили гарнизон, созданный оккупантами в деревне. 25 жителей погибли на фронте. Согласно переписи 1959 года в составе совхоза «Хойникский» (центр – деревня Козелужье). Располагалось отделение связи.
До 31 декабря 2009 года в составе Козелужского сельсовета. До 31 декабря 2009 года в Дворищанском сельсовете, который переименован в Судковский.

## Население

### Численность
2021 год — 19 жителей, 10 хозяйств

### Динамика
- 1795 год — 31 двор
- 1858 год — 141 житель
- 1885 год — 150 жителей
- 1897 год — 221 житель, 35 дворов (согласно переписи)
- 1959 год — 175 жителей (согласно переписи)
- 2004 год — 43 жителя, 24 хозяйства
- 2021 год — 19 жителей, 10 хозяйств